# Братська могила радянських воїнів (Романівка)
Братська могила радянських воїнів — пам'ятка історії місцевого значення, що знаходиться у селі Романівка Бердичівського району Житомирської області, охоронний номер 206.

## Історія та опис пам'ятки
Знаходиться у північній частина Романівки, поблизу стадіону. Поховано 178 воїнів 71-ї і 317-ї стрілецьких дивізій, які загинули 4-6 січня 1944 року в боях за село між радянськими та німецькими окупантами. Їх імена відомі. У 1965 році на могилі встановлено бетонну скульптуру воїна з присвятним написом на постаменті з оцементованої цегли, яку в 2000 році замінено на обеліск з полірованого граніту висотою 2,5 м, по обидва боки від якого встановлено по 3 плити з рожевого граніту з іменами 178-ми воїнів — визволителів та 76-ти воїнів — земляків, які загинули в роки Німецько-радянської війни.